# Uğurtaş, Hamur
Uğurtaş là một xã thuộc huyện Hamur, tỉnh Ağrı, Thổ Nhĩ Kỳ. Dân số thời điểm năm 2011 là 107 người.